# El viejo y el mar (película de 1958)
El viejo y el mar (The Old Man and the Sea) es una película estadounidense de John Sturges, Henry King y Fred Zinnemann, basada en la novela homónima, de Ernest Hemingway.

## Sinopsis
El viejo lobo de mar (Spencer Tracy) está pasando por una mala racha porque hace unos 84 días que no captura ningún pez. Menos el niño Manolín (Javier Felipe Pazos Vea), todos los habitantes del pueblo se burlan de él. Pero un día va a cambiar la suerte...

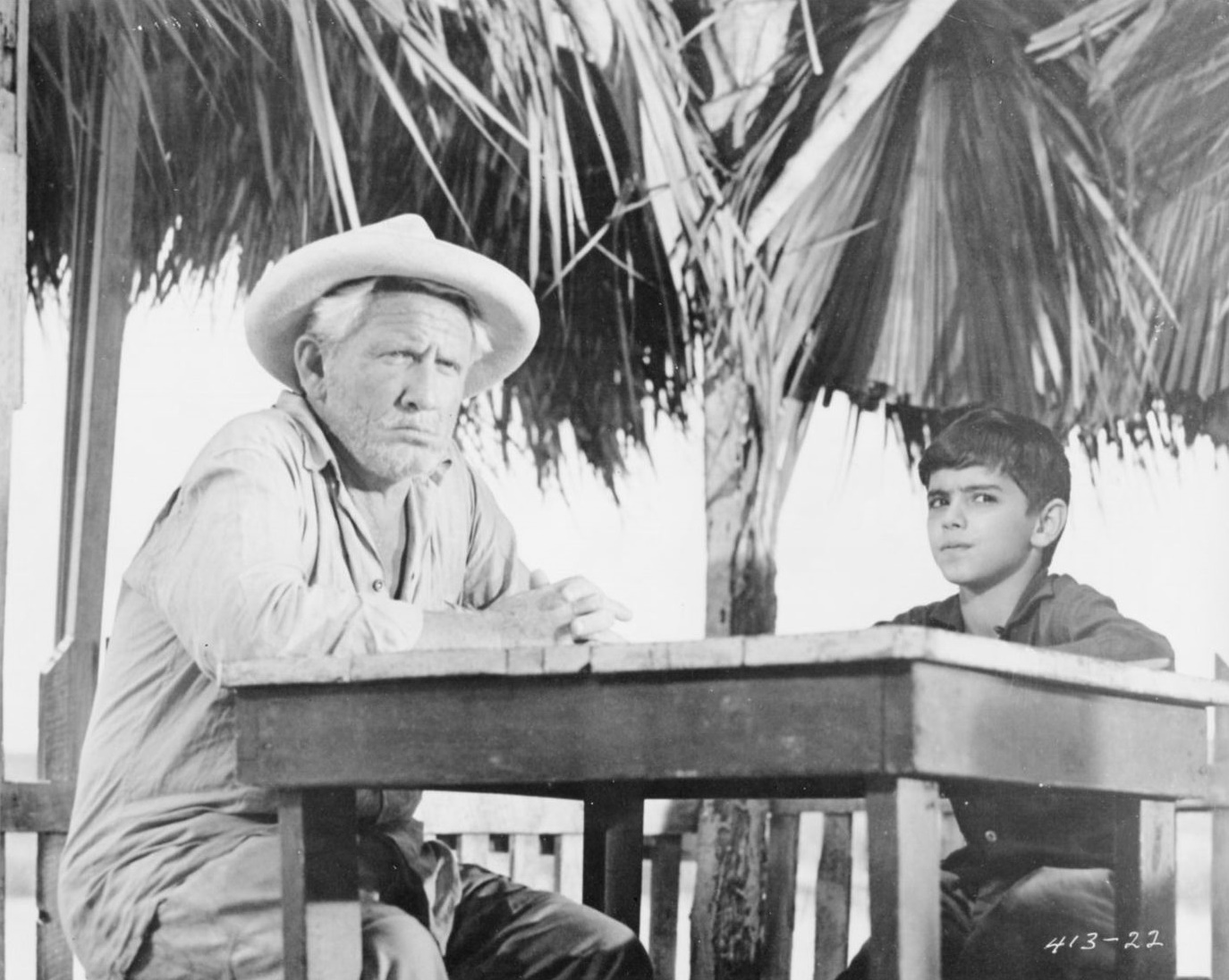
Spencer Tracy y Javier Felipe Pazos Vea en una foto publicitaria de la película.

## Premios

### Oscar 1958
| Categoría                                        | Persona         | Resultado |
| ------------------------------------------------ | --------------- | --------- |
| Mejor actor                                      | Spencer Tracy   | Candidato |
| Mejor fotografía                                 | James Wong Howe | Candidato |
| Mejor música de una película dramática o comedia | Dimitri Tiomkin | Ganador   |